# Canyon Creek (comté de Hood, Texas)
Canyon Creek est une census-designated place située dans le comté de Hood, dans l’État du Texas, aux États-Unis. Sa population s’élevait à 916 habitants lors du recensement de 2010.